# Óscar Castro Ramírez
Óscar Castro Ramírez, también conocido como Óscar Cuervo Castro (Santiago, 13 de mayo de  1947-París, 25 de abril de 2021) fue un actor, dramaturgo y director teatral chileno, refundador del Teatro Aleph en Francia, donde vivió desde 1976.

## Biografía
Hijo de Óscar Castro Alcántara y María Julieta Ramírez Gallegos, Óscar nació en Santiago y pasó sus primeros años en Colín, cerca de Talca.
Sus estudios secundarios los realizó en Santiago, en el Instituto Nacional (en casa estaba al cuidado de una niñera, mientras sus padres viajaban algunos días a la semana para visitarlo a él y su hermana María Julieta, Marieta).
En 1966, junto a sus compañeros y a algunas alumnas del Liceo N.º 1 de Niñas formaron un grupo de teatro, con el que montaron 2 obras. Entre las primeras integrantes del grupo estaba la adolescente Michelle Bachelet. Al teatro lo bautizaron como Aleph, a sugerencia de Eduardo Sabrosky, quien les explicó que era «el primer número después del infinito», lo que les gustó. Los ensayos los hacían en una vieja casona en la calle Lastarria, incentivados por Eugenio Dittborn y Héctor Noguera.
Cuando al año siguiente estalló el movimiento de reforma universitaria de chile, los alumnos del grupo se sumaron a él dando presentaciones para entretener a los estudiantes.
Como su padre se oponía a que se dedicase al teatro, ingresó a estudiar periodismo en la Universidad de Chile como una forma de acercarse a la dramaturgía siendo crítico de arte.
El grupo del Teatro Aleph estaba integrado al comienzo por unas sesenta personas, «pero a poco andar la nómina de actores se redujo a doce». Después de entrar en la Católica, Óscar consiguió del entonces rector Fernando Castillo Velasco que les prestara para el teatro una sala de la casa de Lastarria 90, que pertenecía a la universidad.
Para 1972, «el Aleph era considerado por la crítica como uno de los conjuntos teatrales más vanguardistas de la época». Además de Óscar, lo formaban su hermana Marieta, su entonces esposa Ana María Vallejo, Carola Vallejo, Luis Alfredo Cifuentes, Juan Enrique Droguett, John McLeod, su cuñado, y Fernando Cordero. Sus obras, «producto de la creación colectiva, frecuentemente aludían a la realidad contingente».
Una de sus primeras obras fue ¿Se sirve un cocktail molotov?, a cuya presentación asistió Héctor Noguera, quien, en adelante, les daría clases. También en aquellos años montaron Viva in-mundo de Fanta-Cia y Cuántas ruedas tiene un trineo (1971) y Casimiro Peñafleta. En 1970 participó en la película de Raúl Ruiz y Saúl Landau: ¿Qué hacer?.
Después del golpe de Estado dado en 1973 por el general Augusto Pinochet, la compañía siguió trabajando. Sin embargo, en 1974, Óscar y su hermana fueron detenidos y llevados al campo de prisioneros de Tres Álamos. El 30 de noviembre, su madre María Julieta Ramírez Gallegos y su cuñado e integrante del Teatro Aleph, John (Juan Rodrigo) McLeod  (militante del MIR), fueron a visitarlos, siendo ambos detenidos y trasladados al centro clandestino de torturas Villa Grimaldi; desde entonces permanecen como detenidos desaparecidos
En los campos de concentración por donde pasaba, Óscar formaba grupos de teatro con otros prisioneros. En una ocasión, propusieron al comandante montar Los secretos de una paloma mensajera, una obra del autor Emil Kan, según le dijeron, pero que en realidad era el seudónimo de Óscar para pasar la censura y que era anagrama de Melinka, otro campo de prisioneros, en que estuvo recluido Castro.
Autor prolífico, sus obras han sido traducidas a varios idiomas y puestas en escena en numerosos países. Miembro del PEN Club francés desde 1982, ha colaborado con muchísimas personalidades de la cultura francesa y latinoamericana.
Se ha casado tres veces y tiene cinco hijos: dos con su primera mujer, Ana María Vallejos, también integrante del Aleph: Sebastián y Andrea; otros dos con la segunda, una inglesa, Suzie Heymann: Anai y Cosme, y uno, Oscar, con la tercera, la coreógrafa Sylvie Miqueu.

## Francia

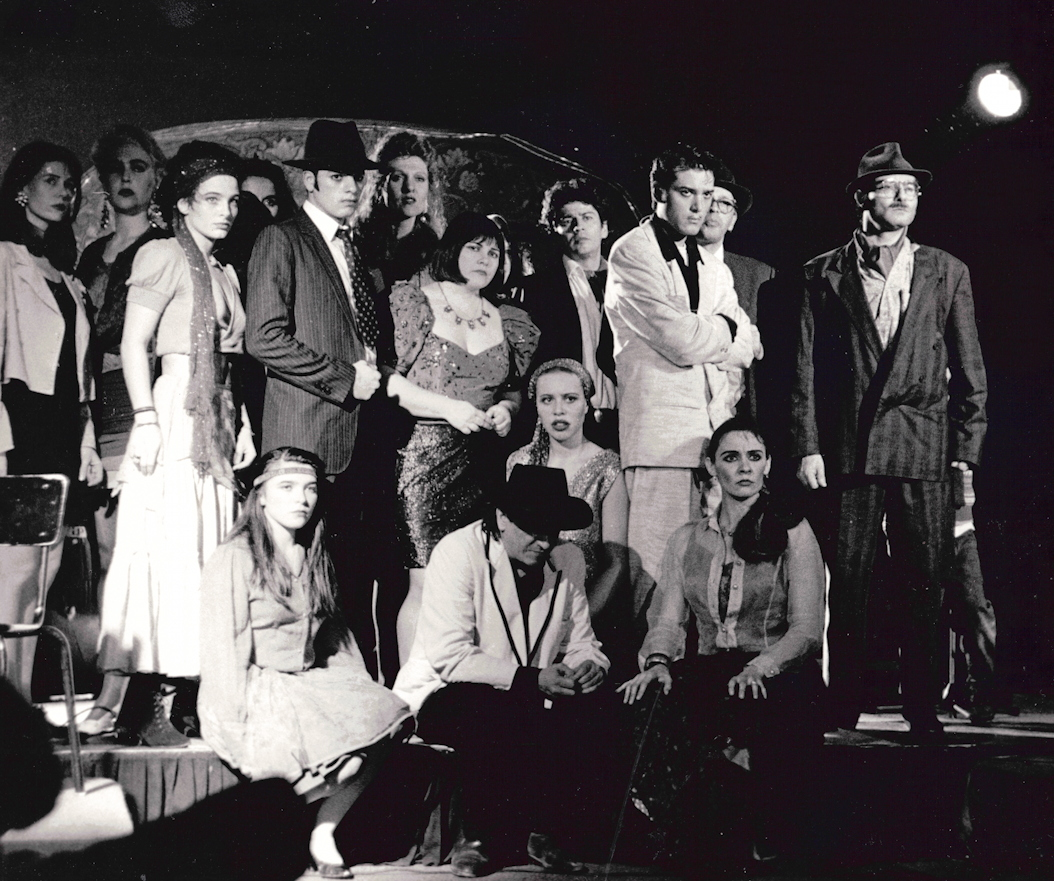
Presentación de la obra Cristóbal Colón súper estrella en 1992.

En 1976, después de ser liberado, parte con su esposa y su hermana al exilio a Francia, donde refunda el Teatro Aleph en Ivry sur Seine. Entre las obras que ha montado en Europa está La triste e increíble historia del general Peñaloza y el exiliado Mateluna y La noche suspendida, premiada en 1982 como mejor texto y mejor director en el Encuentro con Charles Dullin en Villejuif.
En 1978, actuó en la película alemana Der Übergang (El paso), junto a varios otros chilenos en el exilio. En 1983 participó en Ardiente paciencia de Antonio Skármeta, interpretando a Mario Jiménez, el cartero que plagia los versos de Pablo Neruda (Roberto Parada) para conquistar a la joven Beatriz González (Marcela Osorio) y en Verzeihung, sehen Sie Fußball?, cinta germana dirigida por Gunther Scholz y basada en una historia original de Carlos Cerda, en la que interpretó el papel de Andrés.
En 1992, en el programa conducido y creado por Skármeta, El show de los libros, le fue dedicado un capítulo completo, centrándose en la partícipación en Ardiente paciencia y El exiliado Mateluna. En los últimos años, ha continuado trabajando en su teatro en París, pero ocasionalmente viajaba a Chile para participar en charlas y encuentros culturales.
En abril del año 2011 visitó el país junto a su compañía, presentando La casa acepta el fracaso que realizaron en conjunto con el grupo de Teatro Camino de Héctor Noguera. Momento que aprovechó para dar algunas charlas en las universidades de Chile, de Talca y de Valparaíso. Entre los años 2012 y 2014 fue orador en SCIENCES PO, en el curso de Pierre Mounier sobre el libro digital en el marco del programa de renovación pedagógica FORCCAST dirigida por Dominique Boullier en SCIENCES PO y 12 otros Grandes Escuelas y Universidades francesas.

## Teatro Aleph en La Cisterna
En 2013 Óscar Castro creó de nuevo el Teatro Aleph en Santiago con jóvenes actores chilenos. En 2017 concretizó su proyecto de tener un teatro en Santiago de Chile, gracias a la donación del Ministerio de Bienes Nacionales de una casona, fundó la Sala Julieta en Santiago en la comuna de La Cisterna, cerca del metro El Parrón. En esa sala es donde funciona el teatro Aleph de Santiago de Chile. 
Falleció en París el 25 de abril de 2021.

## Premios y reconocimientos
- Premio al mejor texto y mejor montaje por La noche suspendida en los encuentros Charles Dullin en Villejuif 1983[10]
- Résistances, programa de France 2, le consagra su emisión de 52 mn con el film Nos amábamos tanto en Santiago de Frédéric Laffont y Pierre Barouh
- Caballero de Artes y Letras (Ministerio de Cultura de Francia, 1992)
- Comendador del orden al mérito docente y cultura Gabriela Mistral. (Ministerio de Educación de Chile, 2017)
- Orden de la Legión de honor Caballero (Ministerio de Cultura de Francia, 2018)

## Publicaciones
- La verdadera historia del Kabaret de la última Esperanza,  LOM, Santiago, 1997 (publicado en francés en 1999, Éditions de l’Amandier)
- La pluma del cuervo,  Editions de l’Amandier, Paris, 2003; contiene las traducciones al francés de 4 obras de teatro:
  - L’Exilé Mateluna, La démocratie bordel, Le Che que j’aime y Meutre à Valparaíso
- Trilogía teatral con la traducción al francés de 3 obras: El 11 septiembre de Salvador Allende, Pablo Neruda, así la poesía no habrá cantado en vano y El Che que amo, Editions de l’Amandier, Paris, 2004
- Hasta la vida siempre,  Editions de l’Amandier, Paris, 2008 (edición bilingüe)
- Les Porteurs d’eau, cuento para niños ilustrado por Marie-Hélène O’Neill; en francés; Editions de l’Amandier, Paris, 2011
- Après l’oubli le souvenir, Editions de l’Amandier, Paris, 2011

## Filmografía
| Año  | Título                                           | Papel                   | Notas        | Ref.   |
| ---- | ------------------------------------------------ | ----------------------- | ------------ | ------ |
| 1970 | ¿Qué hacer?                                      | Secuestrador            | Largometraje | [ 11 ] |
| 1975 | Mirando como vuelan los conejos                  |                         | Cortometraje | [ 12 ] |
| 1978 | El paso                                          |                         | Largometraje | [ 13 ] |
| 1983 | Si viviéramos juntos (Wenn wir zusammen lebten…) |                         | Largometraje | [ 14 ] |
| 1983 | Verzeihung, sehen Sie Fußball?                   | Andrés                  | Largometraje | [ 15 ] |
| 1983 | Los enemigos                                     |                         | Largometraje | [ 16 ] |
| 1983 | Ardiente paciencia                               | Mario Jiménez           | Largometraje | [ 17 ] |
| 1984 | Notorious Nobodies                               |                         | Largometraje | [ 18 ] |
| 1987 | La petite allumeuse                              | Pierre                  | Largometraje | [ 19 ] |
| 1988 | On s'aimait tant à Santiago                      |                         | Largometraje | [ 20 ] |
| 1990 | Il y a des jours... et des lunes                 |                         | Largometraje | [ 21 ] |
| 1991 | On peut toujours rêver                           |                         | Largometraje | [ 22 ] |
| 1993 | La Cavale des fous                               | El monitor de la granja | Largometraje | [ 23 ] |
| 1997 | Droit dans le mur                                | El dueño del bar        | Largometraje | [ 24 ] |
| 1999 | Chili con carne                                  | Carlos                  | Largometraje | [ 25 ] |
| 2000 | Fleur de canelle                                 | Él mismo                | Largometraje | [ 26 ] |
| 2002 | Nowhere: Ninguna parte                           | Sargento Mamani         | Largometraje | [ 27 ] |
| 2009 | Monvoisin                                        | Andrés Bello            | Largometraje | [ 28 ] |

## Obras de teatro
- 2019 • La democracia del miedo
- 2018 • Al menu, amores de estaciones
- 2017 • El baile de los poetas
- 2016 • El indio que camina sobre el mar
- 2015 • Tignous hasta siempre
- 2015 • Niebla
- 2014 • Adaptación y dirección de "Le mystère de la chambre jaune", una obra de Gaston Leroux
- 2013 • Mamie Chili
- 2013 • Adaptación y dirección de "Fragments d'un discours numérique", una obra de Dominique Boullier
- 2012 • Sube, sube la espumita
- 2011 • OTNI – OTNI, objeto teatral no identificado –, trilogía
- 2010 • Los portadores de agua
- 2009 • La nebulosa vida de José Miranda[29]
- 2008 • El bazar hindú
- 2007 • Hasta la vida siempre
- 2005 • El vuelo del Cuervo
- 2004 • Pablo Neruda, así la poesía no habrá cantado en vano
- 2003 • El 11 de septiembre de Salvador Allende
- 2001 • Como si fuera de la nada
- 2000 • El criminal vuelve siempre al lugar del crimen
- 1998 • El Che que amo
- 1996 • Muerte en Valparaíso
- 1995 • El Mambo del señor Paul
- 1994 • El Club de los Boleros
- 1993 • Realmente caliente
- 1992 • Cristóbal Colón Súper estrella
- 1991 • Malenke
- 1989 • La Tralalaviata (pièce - représentations: France)
- 1987 • La casa acepta el fracaso[30]
- 1986 • El Kabaret de la última esperanza
- 1984 • Talca, Paris y Broadway
- 1982 • La noche suspendida
- 1980 • El exiliado Mateluna[31]
- 1976 • La guerra
- 1975 • Sálvese quien pueda, el amor latino llega !
- 1974 • La Trinchera del Supertricio
- 1974 • Y al principio existía la vida
- 1973 • Cuento navideño
- 1972 • Grufftufss
- 1972 • Vida, Pasión y Muerte de Casimiro Peñafleta, preso político
- 1972 • Aaah, Oooh, Aaah
- 1972 • Erase una vez un rey[32]
- 1971 • Cuantas ruedas tiene un trineo
- 1969 • Viva in mundo de Fanta Cia
- 1969 • Se Sirve Usted cocktel molotov